# أندريه نواك (لاعب هوكي الجليد)
أندريه نواك (بالبولندية: Andrzej Nowak)‏ هو لاعب هوكي الجليد بولندي، ولد في 7 فبراير 1956 في Czarny Dunajec ‏ في بولندا، وتوفي في 30 مايو 2013.

## وصلات خارجية
- أندريه نواك على موقع EliteProspects.com (الإنجليزية)
- أندريه نواك على موقع اللجنة الأولمبية الدولية (الإنجليزية)
- أندريه نواك على موقع أوليمبيديا (الإنجليزية)
- أندريه نواك على موقع اللجنة الأولمبية البولندية (مؤرشف) (البولندية)